# Profețiile Omului-Molie (film)
Profețiile Omului-Molie (titlu original: The Mothman Prophecies) este un film SF thriller american din 2002, o ecranizare a cărții din 1975 Profețiile omului-molie de John Keel. Este regizat de Mark Pellington, cu Richard Gere și Laura Linney în rolurile principale. Gere interpretează rolul lui John Klein, un jurnalist de la Washington Post care investighează legenda omului-molie.

## Distribuție
- Richard Gere ca John Klein
- Laura Linney este Connie Mills
- Will Patton ca Gordon Smallwood
- Debra Messing ca Mary Klein
- Lucinda Jenney ca Denise Smallwood
- Alan Bates ca Alexander Leek
- David Eigenberg ca Ed Fleischman
- Bob Tracey este Cyrus Bills
- Mark Pellington ca Indrid Cold "Omul-Molie" (voce)

## Carte
Cartea lui John Keel Profețiile omului-molie a apărut în 1975 și se bazează pe investigației sale privind presupusele apariții în Virginia de Vest ale unei uriașe creaturi înaripate denumită "Mothman"/"omul-molie." Cartea combină relatările lui Keel despre primirea unor apeluri telefonice ciudate cu cazurile unor animale de companie găsite mutilate și culminează cu 15 decembrie 1967, când a avut loc prăbușirea podului de argint peste fluviul Ohio.